# Louis Pastoor
Lodewijk (Louis / Lou / Loet) Willem Pastoor (Lobith, 17 november 1924 – 15 januari 2002) was een Nederlands voetballer en voetbaltrainer.
Pastoor begon met voetballen in zijn geboorteplaats Lobith. Na de Mulo en de HBS in Arnhem was hij aan het einde van de Tweede Wereldoorlog vertaler voor de Schotse 51e (Hoogland) Infanteriedivisie van wie hij ook het voetballen bewonderde. In 1948 ging Pastoor het CIOS doen in Overveen en ging tevens voor Haarlem voetballen waar hij onder meer samenspeelde met Kick Smit. Medio 1950 ronde hij het CIOS af als voetbalspecialist. Vervolgens ging hij aan de slag als trainer van SC Emma in Dordrecht en vervolgens van Arnhemse Boys. In de tussentijd behaalde hij in Den Bosch tevens zijn diploma voor gymnastiekleraar. Op aanbeveling van Jaap van der Leck, zijn docent op het CIOS, werd Pastoor in 1952 trainer van DOS. Met de club maakte hij de invoering van het betaaldvoetbal mee. Pastoor verliet het in de Eredivisie spelende DOS in 1957 en werd trainer van Vitesse in de Eerste divisie waarmee hij van positie wisselde met Joseph Gruber. Met Vitesse liep hij in het seizoen 1959/60 promotie naar de Eredivisie mis na play-offwedstrijden. Pastoor verliet hierna de club en werd gymleraar in Arnhem. Hiernaast trainde hij ook in het amateurvoetbal, onder meer bij VDZ. Louis Pastoor was gehuwd en overleed begin 2002. Hij werd begraven in Renkum.   